# Parujr Sevak

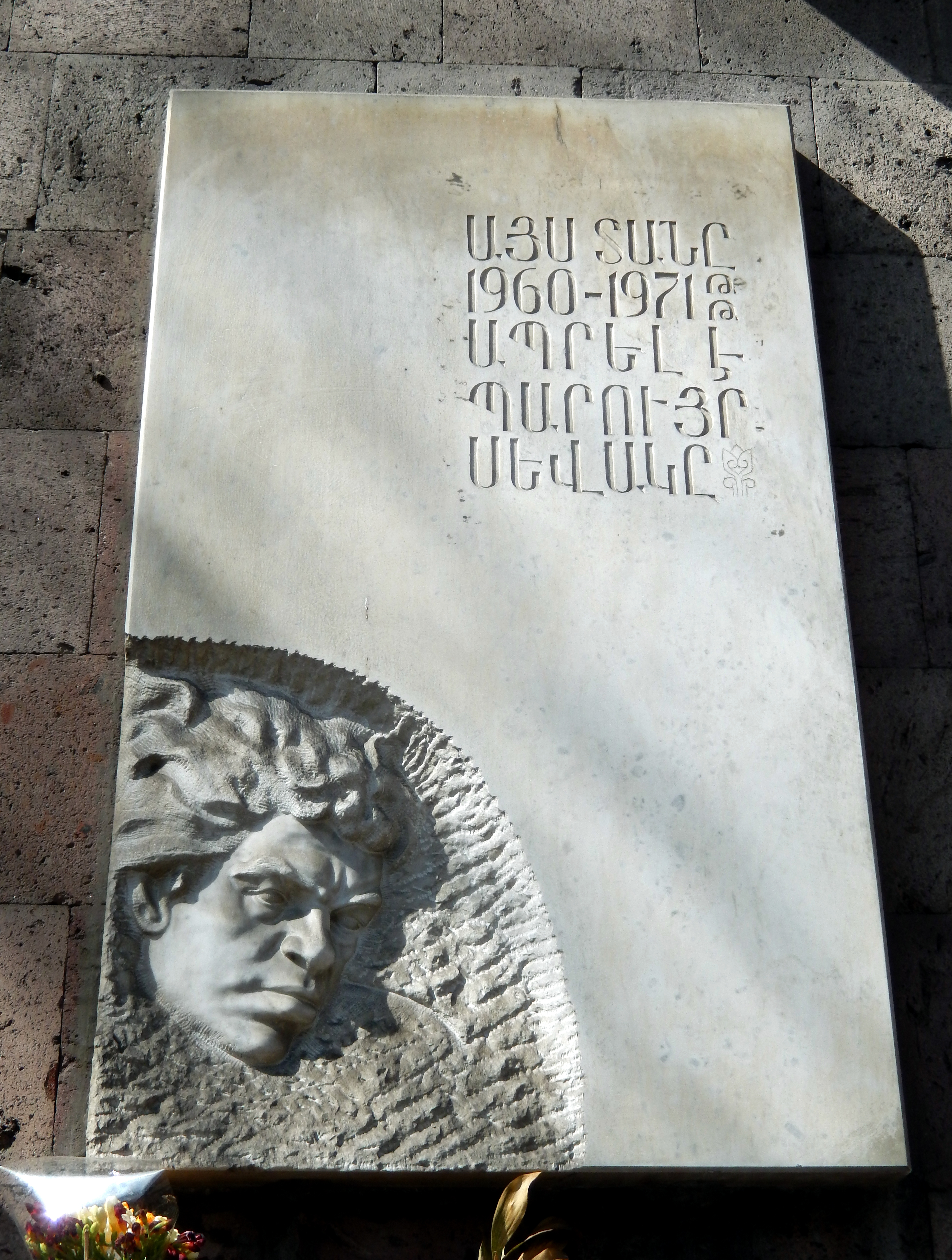

Parujr Rafajeli Ghazarjan (armeniska: Պարույր Սևակ (Ղազարյան)) känd som Parujr Sevak (armeniska: Պարույր Սևակ), född 26 januari 1924 i Zangakatun i Armenien, död 17 juni 1971, var en armenisk poet och litteraturkritiker. Han räknas som en av de största armeniska 1900-talspoeterna.
Parujr Sevak utbildade sig efter gymnasiet 1945 på Jerevans statliga universitet. Han studerade 1951–1957 vid Maksim Gorkijs litteraturinstitut i Moskva och var därefter språklärare Han bedrev litteraturvetenskaplig forskning vid Manuk Abeghjan-institut för språk i Jerevan. Han disputerade 1967 i filologi. 
Han var kritisk till korruptionen i Sovjetunionen och det hävdas att han därför mördades av säkerhetstjänsten KGB. Officiellt omkom han och hans hustru i en bilolycka. Sevak är begravd bakom sitt hus i Zangakatun. Bostaden har senare gjorts till museum. Han har fått Skolan 123 Jerevan och en gata uppkallad efter sig.